# Basilica del santuario nazionale dell'Immacolata Concezione

Stemma della basilica.

La basilica del santuario nazionale dell'Immacolata Concezione (in inglese: Basilica of the National Shrine of the Immaculate Conception) è una basilica cattolica situata in Washington e dedicata all'Immacolata Concezione, patrona degli Stati Uniti d'America.

## Storia
Nel 1913, il quarto rettore dell'Università Cattolica d'America Thomas Joseph Shahan decise di costruire un santuario in onore dell'Immacolata Concezione, che nel 1792, ufficialmente però solo dal 1847, era stata scelta come patrona degli Stati Uniti d'America dall'arcivescovo di Baltimora John Carroll. L'allora pontefice regnante, Pio X, diede il suo assenso alla costruzione della nuova chiesa, contribuendo anche economicamente. Anche il consiglio di amministrazione dell'Università Cattolica d'America diede il suo parere favorevole e destinò alla nuova chiesa una parte dell'area sud-orientale del campus.
Nel gennaio dell'anno successivo, Thomas Joseph Shahan pubblicò il primo numero di Salve Regina, destinato a sensibilizzare la costruzione del santuario. Nel 1919 fu scelto il progetto della società Maginnis & Walsh, composta dagli architetti Charles Donagh Maginnis e Timothy Walsh e la prima pietra venne solennemente benedetta il 23 settembre 1920 dal cardinale arcivescovo di Baltimora James Gibbons.
La costruzione del santuario continuò fino al 1929, quando venne interrotta dalla grande depressione, con soltanto la cripta terminata. Nel 1953, John Francis Noll, vescovo di Fort Wayne-South Bend, e il cardinale Patrick Aloysius O'Boyle, arcivescovo di Washington, iniziarono una raccolta fondi per continuare la costruzione del santuario, interrotta fin dal 1929.
Il santuario venne solennemente consacrato il 20 novembre 1959; tuttavia i lavori per la sua costruzione terminarono soltanto due anni dopo, nel 1961.
Nel 1990 il santuario è stato elevato al rango di basilica minore da Giovanni Paolo II e, nel 2008, durante la sua visita alla basilica, Benedetto XVI le ha conferito la rosa d'oro.

## Descrizione

### Ubicazione e dimensioni
La basilica sorge in Michigan Avenue, nel quadrante nord-orientale della città di Washington, nell'angolo sud-occidentale del campus dell'Università Cattolica d'America, su un terreno donato dalla stessa nel 1913.
La basilica è l'edificio di culto cattolico più grande degli Stati Uniti d'America, l'ottava chiesa del mondo e l'edificio di culto più alto della città di Washington.
Le sue misure sono le seguenti:
| Parametro               | Dimensioni |
| ----------------------- | ---------- |
| Lunghezza               | 140 metri  |
| Larghezza               | 73 metri   |
| Larghezza navata        | 48 metri   |
| Altezza campanile       | 100 metri  |
| Altezza esterna cupola  | 72 metri   |
| Altezza interna cupola  | 48 metri   |
| Diametro esterno cupola | 33 metri   |
| Diametro interno cupola | 27 metri   |

### Esterno

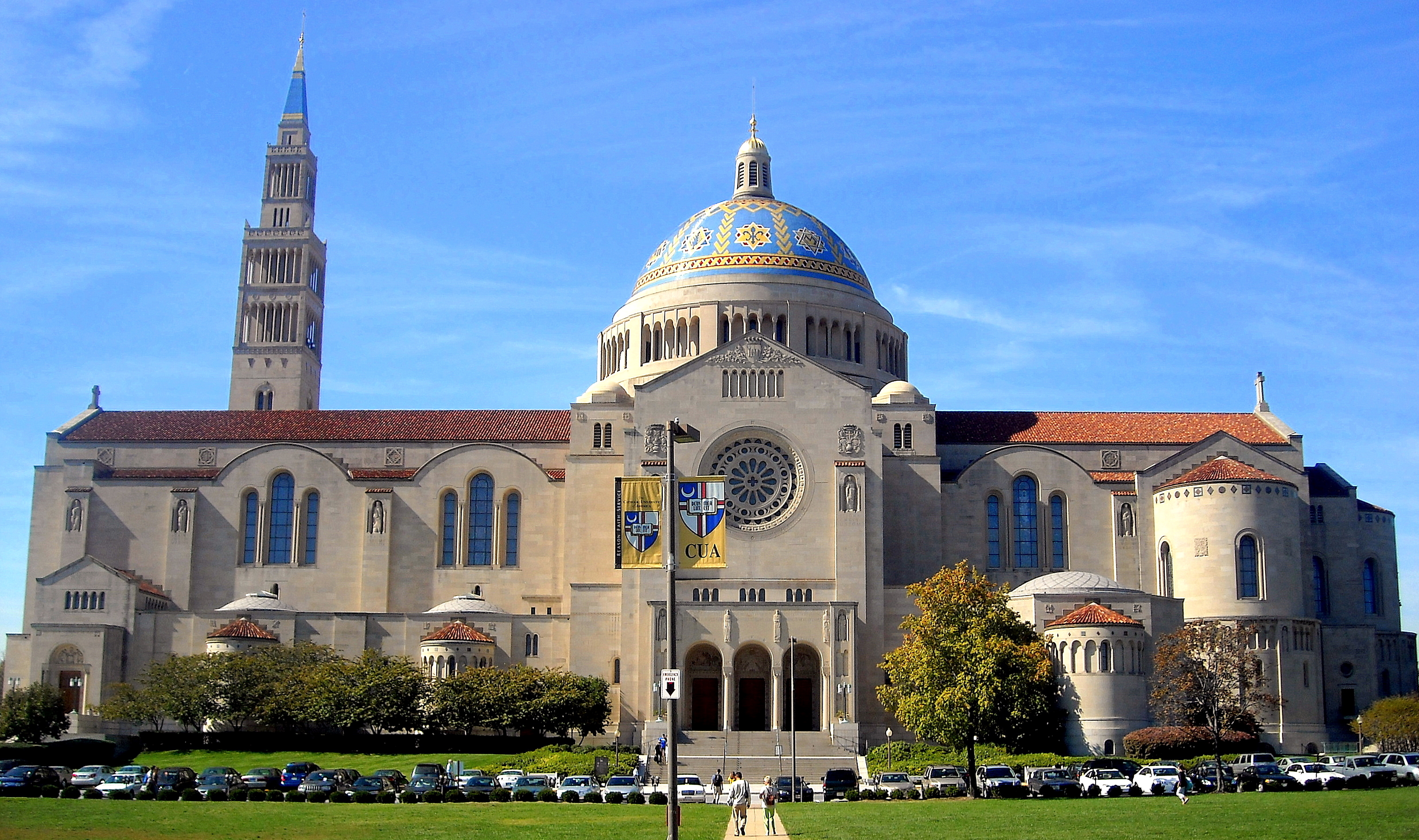
Fiancata destra

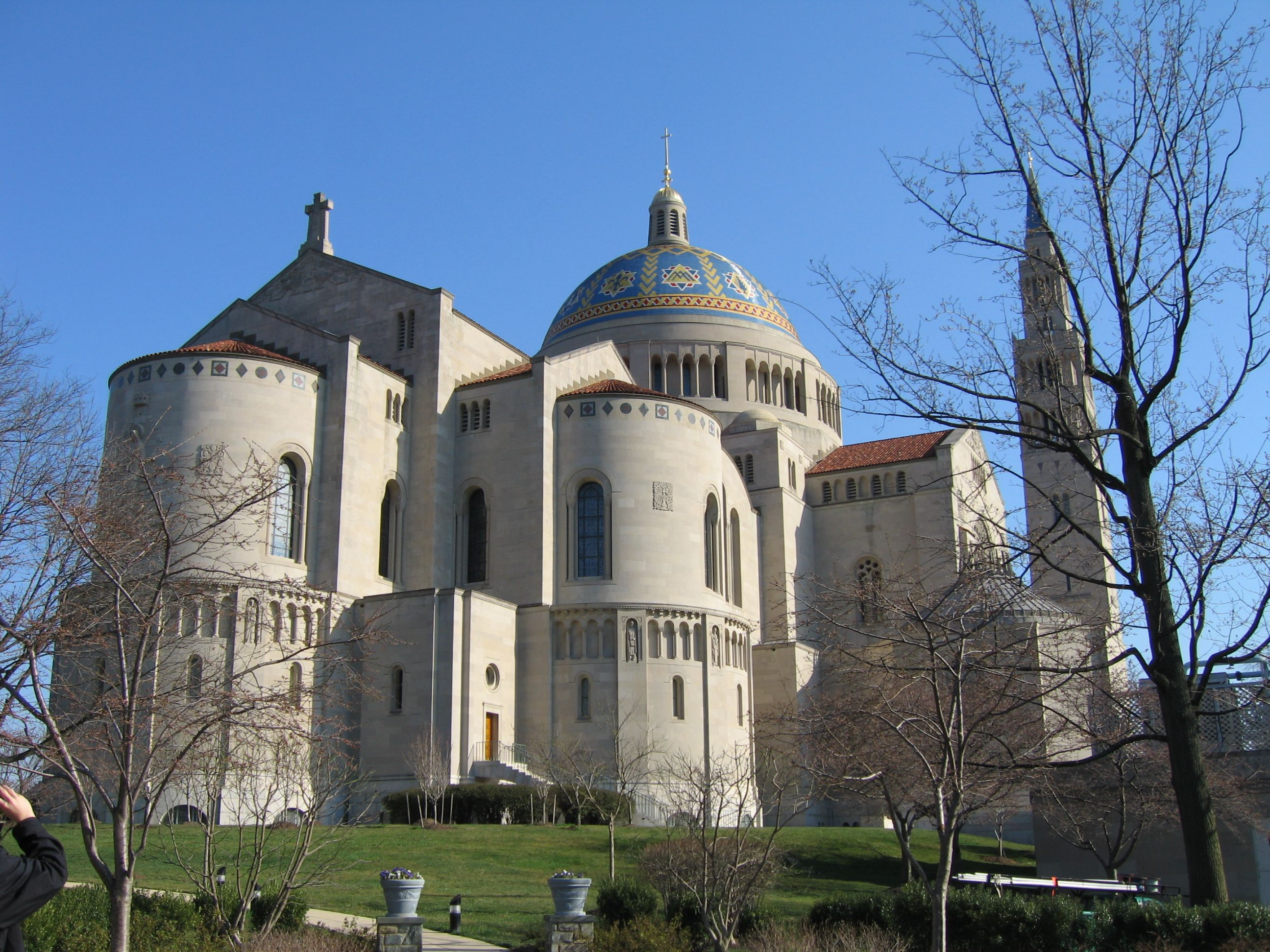
Absidi e cupola

La facciata principale del santuario, prospetta sopra un'ampia piazza ed è preceduta da una tripla rampa di scale: la prima porta ad un livello intermedio, la seconda al sagrato, che poggia direttamente sul basamento all'interno del quale vi è la cripta, e la terza all'ingresso della chiesa.
Al centro della facciata si apre un'ampia arcata a tutto sesto alta circa 31 metri affiancata da due costoloni con i bassorilievi raffiguranti 26 santi; essi, sui due costoloni, solo disposti su due colonne affiancate con 6 santi ciascuna. In quella esterna si trovano i profeti, in quella interna gli apostoli. In alto, più grandi rispetto agli altri, sono raffigurati san Pietro Apostolo (a sinistra) e san Paolo apostolo (a destra). Nella parte bassa dell'arcata vi è il nartece, sormontato da una statua dell'Immacolata Concezione fra due angeli; nel nartece si aprono tre portali e quello centrale, più grande rispetto ai due laterali, è affiancato da dei bassorilievi scolpiti.
Le due facciate del transetto sono entrambe precedute da un piccolo portico avente, sulla parte anteriore, tre arcate a tutto sesto poggianti su colonne corinzie appoggiate a pilastri.
All'incrocio della navata centrale con il transetto, si eleva la cupola. Essa è costituita da un tamburo circolare circondato da una loggia continua costituita da quadrifore sorrette da colonnine. La copertura semisferica è coperta da piastrelle policrome formanti disegni geometrici all'interno dei quali sono raffigurati vari simboli mariani, fra cui il monogramma mariano e il giglio.
Alla sinistra della basilica si eleva il campanile che, con i suoi 100 metri, rende il santuario l'edificio di culto più alto della città di Washington. La torre campanaria è caratterizzata da una tripla loggia (ispirata al campanile del Duomo di Siena) è da una svettante guglia posta sulla sommità come copertura.
Sulla parete esterna dell'abside centrale, si trova un grande bassorilievo con, al centro, l'Immacolata Concezione.

### Interno

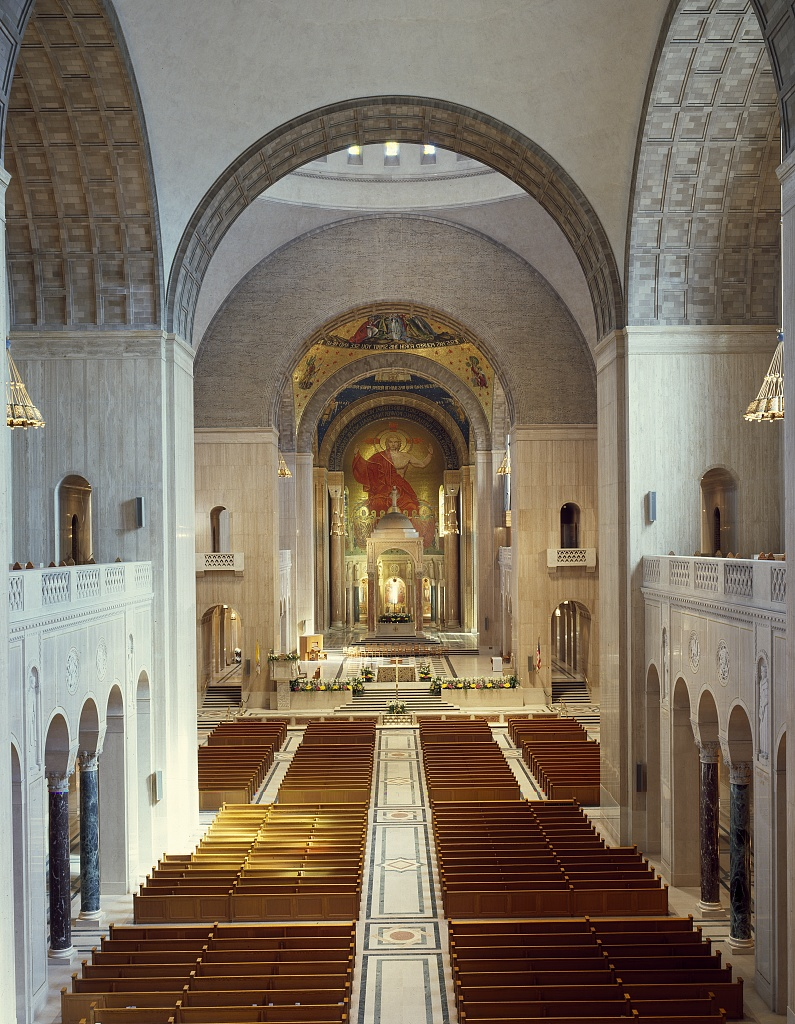
Interno

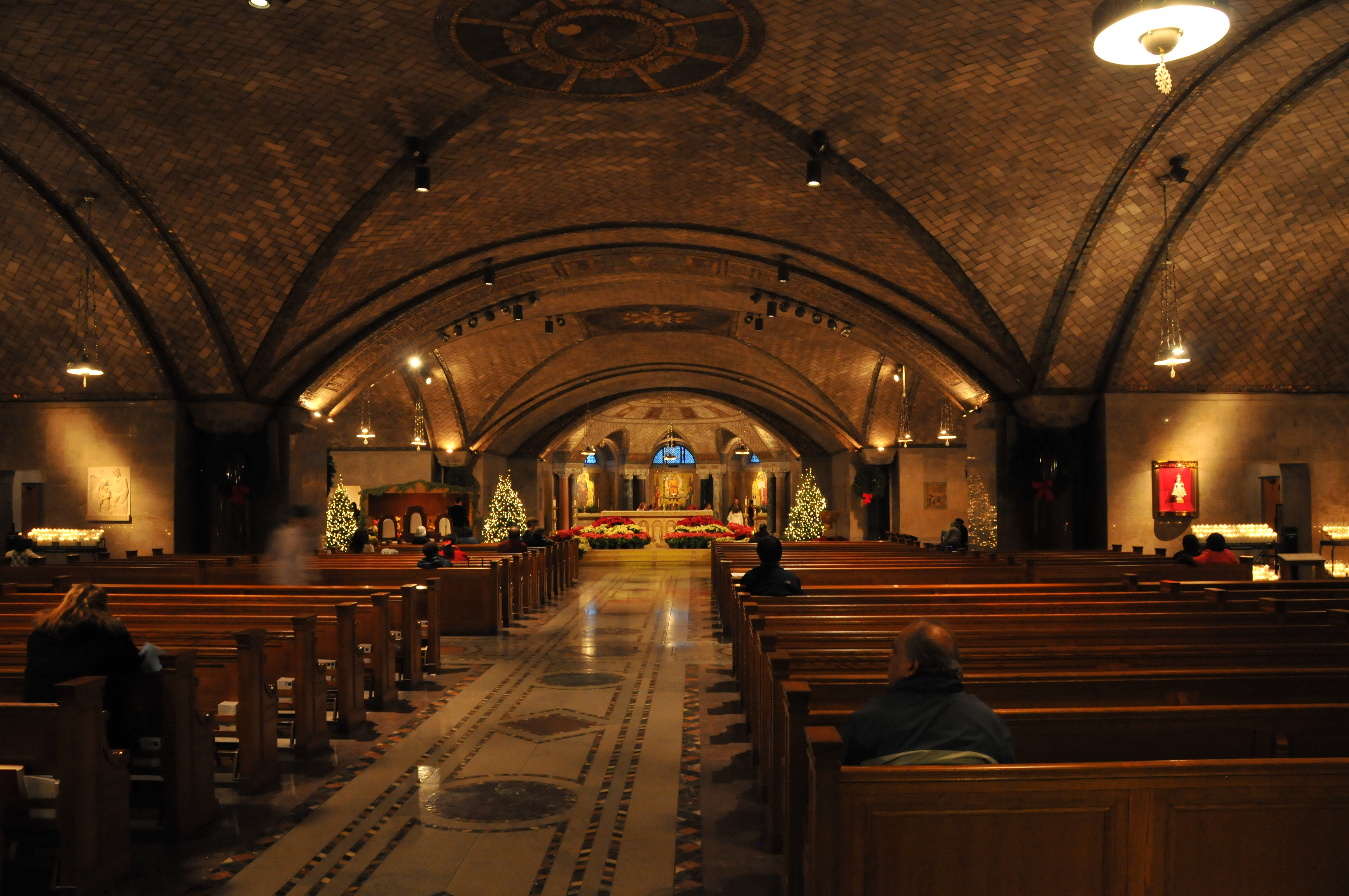
Cripta

All'interno, la basilica si presenta con una complessa struttura a croce latina, con transetto che si innesta nella navata quasi a metà della lunghezza della chiesa e parte terminale della chiesa costituita da una tripla abside. Ha una capienza totale di 6.000 persone, di cui 3.500 sedute.
Nel progettare l'interno, gli architetti Charles Donagh Maginnis e Timothy Walsh hanno preso come modello l'interno della basilica di San Marco a Venezia, chiaramente citata nelle cupole della navata centrale e negli ampi matronei.
La navata centrale è divisa in tre campate, di cui due prima della crociera ed una dopo. Ognuna di essa è coperta da una cupola decorata a mosaico su sfondo dorato e dall'ampio matroneo in cui si apre una grande trifora per lato; il matroneo poggia direttamente sulle navate laterali, molto più strette rispetto alla navata centrale.
L'ultima campata della navata centrale, la seconda dopo il transetto, si differenzia dalle altre in quanto in essa si aprono tre absidi: una a ridosso della parete fondale, una sul fianco destro e una sul fianco sinistro; ognuna di esse accoglie a sua volta cinque piccole absidiole, ognuna con proprio altare marmoreo.
La decorazione musiva della basilica venne progettata da un'apposita commissione presieduta dal mosaicista polacco Jan Henryk de Rosen; rimanendo fedele al progetto originale, nel 2006 è stata completata la Cupola della Redenzione e, nell'anno successivo, la Cupola dell'Incarnazione. Rimane ancora spoglio l'interno della cupola maggiore.
Il presbiterio occupa la seconda parte della navata centrale, ovvero quella che va dalla crociera all'abside. Nell'ultima campata della navata, trova luogo il maestoso ciborio, posto sopra l'altare maggiore. Il baldacchino marmoreo è sorretto da quattro colonne in marmo rosa con capitelli corinzi ed è coperto da una cupoletta sormontata dalla statua dell'Immacolata Concezione. Il mosaico dell'abside centrale raffigura il Pantocratore.
Nella chiesa, si trovano circa 80 cappelle dedicate ad un culto diverso della Madonna. La più recente, dedicata a Nostra Signora di La Vang, è stata inaugurata nel 2006.
Nel santuario è custodita la tiara di Paolo VI. Dopo la rinuncia alla tiara da parte del pontefice, avvenuto nel 1964, il prezioso copricapo venne messo all'asta per ricavarne denaro da donare ai poveri e fu acquistato dal cardinale arcivescovo di New York Francis Joseph Spellman; da allora, è esposto nella basilica.

### Organi a canne

#### Organo maggiore
Sulla vasta cantoria in controfacciata si trova l'organo a canne, donato nel 1965 dal cardinale Francis Joseph Spellman, è stato costruito dalla ditta organaria statunitense M.P. Moller Pipe Organ Company nel 1964 e restaurato ed ampliato fra il 2000 e il 2001 dalla ditta organaria Goulding & Wood.
A trasmissione elettrica, ha quattro tastiere di 61 note ciascuna ed una pedaliera concavo-radiale di 32, per un numero complessivo di 124 registri e un totale di 6751 canne.

#### Organo del coro
Sopra il matroneo alla sinistra del presbiterio, si trova un secondo organo a canne, anch'esso donato nel 1965 dal cardinale Francis Joseph Spellman, costruito dalla ditta organaria statunitense M.P. Moller Pipe Organ Company nel 1964 e restaurato ed ampliato fra il 2000 e il 2001 dalla ditta organaria Goulding & Wood.
A trasmissione elettrica, ha tre tastiere di 61 note ciascuna ed una pedaliera concavo-radiale di 32. Dispone di 48 registri per 2642 canne.

#### Organo della cripta
Nella cripta della basilica, si trova un organo a canne; esso è stato costruito nel 1997 alla maniera dell'illustre organaro tedesco del XVIII secolo Gottfried Silbermann.
Lo strumento è a trasmissione meccanica assistita elettricamente per le combinazioni; ha due tastiere di 61 note ed una pedaliera dritta di 32, con 23 registri complessivi, per un totale di 1.355 canne.
Precedentemente nella cripta si trovava l'organo Moller attualmente nella cappella del Santissimo Sacramento.